# Sylvester (Virgínia Ocidental)
Sylvester é uma cidade  localizada no estado norte-americano de Virgínia Ocidental, no Condado de Boone.

## Demografia
Segundo o censo norte-americano de 2000, a sua população era de 195 habitantes.
Em 2006, foi estimada uma população de 470, um aumento de 275 (141.0%).

## Geografia
De acordo com o United States Census Bureau tem uma área de
0,7 km², dos quais 0,7 km² cobertos por terra e 0,0 km² cobertos por água. Sylvester localiza-se a aproximadamente 505 m acima do nível do mar.

## Localidades na vizinhança
O diagrama seguinte representa as localidades num raio de 28 km ao redor de Sylvester.